# Аскиш
Аскиш (баш. Асҡыш) — деревня в Караидельском районе Башкортостана, входит в состав Байкибашевского сельсовета.

## Население
| 2002 | 2009 | 2010 |
| ---- | ---- | ---- |
| 75   | ↗78  | ↘64  |

Национальный состав
Согласно переписи 2002 года, преобладающая национальность — марийцы (85 %).

## Географическое положение
Расстояние до:
- районного центра (Караидель): 30 км,
- ближайшей ж/д станции (Щучье Озеро): 75 км.

## Известные уроженцы
- Миниахметов, Нурлы Миниахметович (15 июня 1914 — 9 сентября 1989) — командир отделения 39-го гвардейского отдельного сапёрного батальона 37-й гвардейской стрелковой дивизии 65-й армии Центрального фронта, гвардии младший сержант, Герой Советского Союза.